# Giải bóng đá hạng nhì quốc gia Cộng hòa Síp 1964–65
Giải bóng đá hạng nhì quốc gia Cộng hòa Síp 1964–65 là mùa giải thứ 10 của bóng đá hạng nhì Cộng hòa Síp. Orfeas Nicosia giành danh hiệu thứ 2.

## Thể thức thi đấu
Có 8 đội tham gia Giải bóng đá hạng nhì quốc gia Cộng hòa Síp 1964–65. Giải được chia thành 2 bảng theo khu vực địa lý, phụ thuộc vào các Quận Cộng hòa Síp mà mỗi đội đến từ đó. Tất cả các đội trong một bảng thi đấu hai lần, một lần sân nhà và một lần sân khách. Đội nhiều điểm nhất sẽ lên ngôi vô địch. Đội vô địch mỗi bảng sẽ thi đấu với nhau trong giai đoạn cuối của giải và đội chiến thắng sẽ trở thành đội vô địch Hạng nhì.